# Vitstrupig hackspett
Vitstrupig hackspett (Piculus leucolaemus) är en fågel i familjen hackspettar inom ordningen hackspettartade fåglar.

## Utseende och läte
Vitstrupig hackspett är en medelstor medlem av familjen med ett tydligt gult streck genom ansiktet. Båda könen har olivgrön rygg, fjälligt bröst och tvärbandad buk. Hanen har röd hjässa och rött mustaschstreck, medan honan är röd enbart på hjässans bakre del. Arten liknar gulstrupig hackspett, men strupen är som namnet avslöjar vit. Vidare har den mycket mindre gult i ansiktet. Jämfört med gulgrön hackspett har den fjälligt bröst, ej tvärbandat, och ögat är mörkt. Vanligaste lätet är ett hest skri. 

## Utbredning och systematik
Fågeln förekommer från södra Colombia till östra Ecuador, sydöstra Peru, norra Bolivia och västra Amazonområdet i Brasilien. Den behandlas som monotypisk, det vill säga att den inte delas in i några underarter.

## Levnadssätt
Vitstrupig hackspett hittas i regnskog i låglänta områden och förberg. Den födosöker i skogens mellersta och övre skikt, ofta som en del av artblandade flockar.

## Status och hot
Arten har ett stort utbredningsområde, men tros minska i antal, dock inte tillräckligt kraftigt för att den ska betraktas som hotad. Internationella naturvårdsunionen IUCN listar arten som livskraftig (LC).